# Wilhelm Ziegeler (Architekt)
Wilhelm Ziegeler (* 1890; † nach 1975) war ein deutscher Architekt.

## Leben
Wilhelm Ziegeler studierte an der Technischen Hochschule Hannover und begann anschließend eine Beamtenlaufbahn als Regierungsbauführer (Referendar). 1916 legte er seine Dissertation (Die Johanniskirche zu Verden. Ein Beitrag zum norddeutschen Ziegelbau.) vor und wurde zum Dr.-Ing. promoviert.
1920 legte Wilhelm Ziegeler das zweite Staatsexamen ab und wurde zum Regierungsbaumeister (Assessor) ernannt. Er verließ den Staatsdienst schon bald und führte den Titel „Regierungsbaumeister a.D.“. 1937 arbeitete er für das Reichsheimstättenamt. Von spätestens 1924 bis mindestens 1942 lebte er in Hannover im Haus Lüerstraße 44.
In der Nachkriegszeit war Ziegeler unter anderem mit der Wiederherstellung verschiedener Kirchen in Hannover befasst, darunter die Neustädter Hof- und Stadtkirche St. Johannis und die Pauluskirche. Im Zusammenhang mit der insbesondere unter Pastor Immanuel Baumann betriebenen Wiederherstellung der Gartenkirche wurde Ziegler später als Bauingenieur bezeichnet und als „reiner Baufachmann ohne denkmalpflegerischen Ehrgeiz“ charakterisiert, der die Kirche im Stil des Purismus veränderte.
Das Wappen der Familie Ziegeler, darunter der Schriftzug „Dr.-Ing. Ziegeler“, findet sich in einem der Glasfenster der Gartenkirche.

## Werk

### Schriften
- Die Johanniskirche zu Verden. Ein Beitrag zum norddeutschen Ziegelbau. (Dissertation) Hannover 1916.

### Bauten

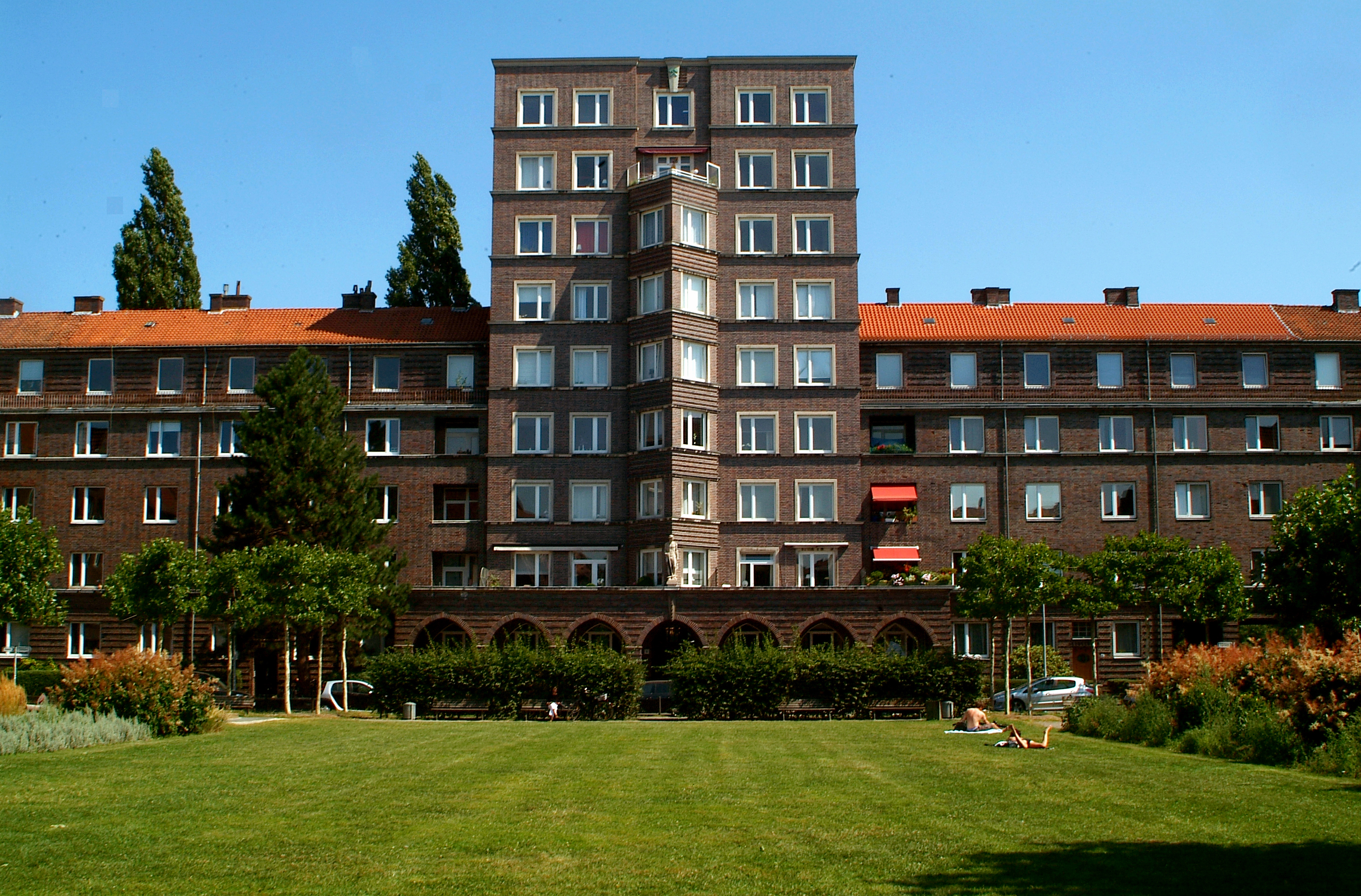
Hochhaus Glückauf

- 1927: Wohnhaus für Dr. med. Klages in Elend[1]
- um 1927: Gemeindehaus der Petri-Gemeinde in Hannover, Hölderlinstraße 1[1]
- 1930: Hochhaus Glückauf in Hannover, Geibelplatz 5[8]
- nach 1956: Beratung bei der purifizierenden Wiederherstellung der Gartenkirche in Hannover[7]
- 1956–1958: Wiederherstellung der Neustädter Hof- und Stadtkirche St. Johannis in Hannover, Rote Reihe (gemeinsam mit Hans Bettex)[1][9]
- 1957–1958: Wiederherstellung der Pauluskirche in Hannover, Meterstraße 39[1]
- 1961: Entwürfe für ein Gemeindezentrum in Hannover-Hainholz-Nord[10]

## Archivalien
Archivalien von und über den Architekten Wilhelm Ziegeler finden sich beispielsweise
- im Stadtarchiv Hannover Hinweisen auf verschiedene Bauten des Architekten und einen Zeitungsausschnitt, Archivsignatur StadtA H 3.NL.518 Nr. 2669[1]
- im Landeskirchlichen Archiv Hannover: 7 Blatt aus dem Jahr 1961 mit Entwürfen für ein geplantes Gemeindezentrum in Hannover-Hainholz-Nord[10]